# Mpetjane Kgaogelo Lekgoro
Mpetjane Kgaogelo Lekgoro ist ein südafrikanischer Politiker und Diplomat.

## Werdegang
Seit den 1970er-Jahren war Lekgoro politisch aktiv. Er half bei der Gründung von Gewerkschaften, Bürger- und Jugendorganisationen sowie einer Gemeindezeitung in Tshwane. Er war Mitglied des nationalen Exekutivausschusses der Jugendliga des African National Congress (ANC) und des Exekutivausschusses der United Democratic Front (UDF) in der Pretoria-Witwatersrand-Vereeniging (PWV, heute Gauteng).
Ab den ersten Parlamentswahlen für alle Bevölkerungsgruppen 1994 war Lekgoro ANC-Abgeordneter in der Nationalversammlung für den Wahlkreis Atteridgeville. Bei der Wahl 1999 wurde Lekgoro über die Regionalliste des ANC für Gauteng wiedergewählt. Ab 1995 war Lekgoro Fraktionsvorsitzender und ab 2003 Vorsitzender des Portfolio-Ausschusses für Kommunikation des Parlaments.
2006 wurde Lekgoro von Gautengs Premierminister Mbhazima Shilowa zum Mitglied des Exekutivrates (Member of the Executive Council, MEC) mit dem Fachbereich Soziales ernannt. Zu diesem Zeitpunkt war er Mitglied des Exekutivausschusses des ANC in der Provinz. Das Amt behielt Lekgoro auch noch für einige Zeit unter Shilowas Nachfolger Paul Mashatile. Am 8. Mai 2009 kehrte Lekgoro unter Premierministerin Nomvula Mokonyane in die Provinzregierung zurück als MEC für die Lokalregierung und das Wohnungswesen. Allerdings verlor Lekgoro das Amt bei der Regierungsumbildung von 2010 und wurde stattdessen Chef der Planungskommission von Gauteng.
Ab April 2013 war Lekgoro für vier Jahre südafrikanischer Botschafter in den Vereinigten Arabischen Emiraten, ab 2018 war er Botschafter Südafrikas in Vietnam.
2023 übernahm Lekgoro das Amt des südafrikanischen Botschafters in Jakarta, mit Zuständigkeit für Indonesien, Osttimor und den ASEAN. Die Akkreditierung für den ASEAN übergab Lekgoro am 25. Juli 2023 und die Akkreditierung für Osttimor an Präsident José Ramos-Horta am 19. Februar 2024.